# Gare de Ménerville
La gare de Ménerville est une ancienne gare ferroviaire française située sur le territoire de la commune de Ménerville dans le département des Yvelines en région Île-de-France.

## Situation ferroviaire
La gare de Ménerville est située au point kilométrique 65,815 de la ligne de Mantes-la-Jolie à Cherbourg. Son altitude est de 108 m.

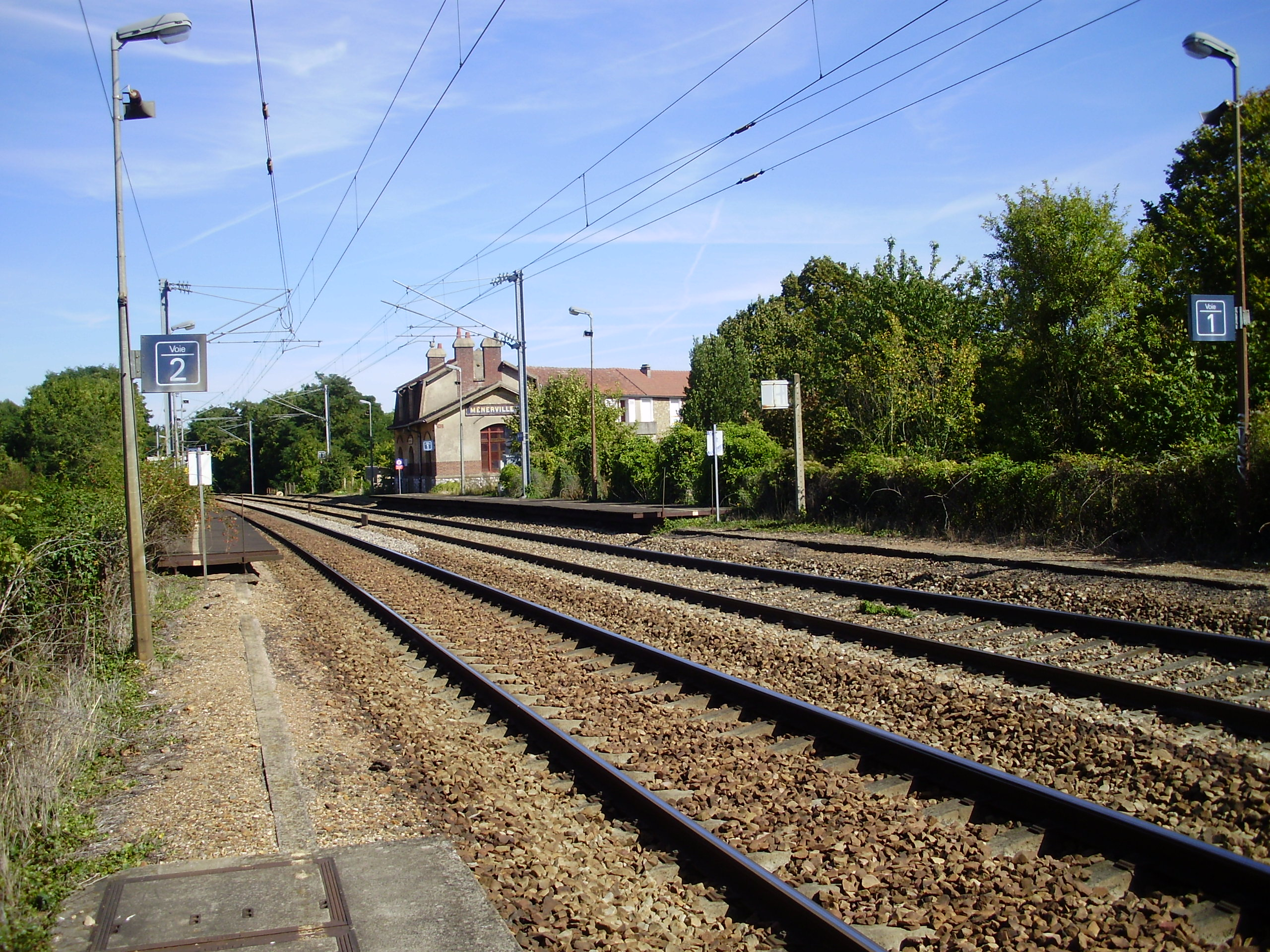
Vue générale en regardant vers Mantes-la-Jolie depuis l'emplacement de l'ancien quai vers cette gare.

## Histoire

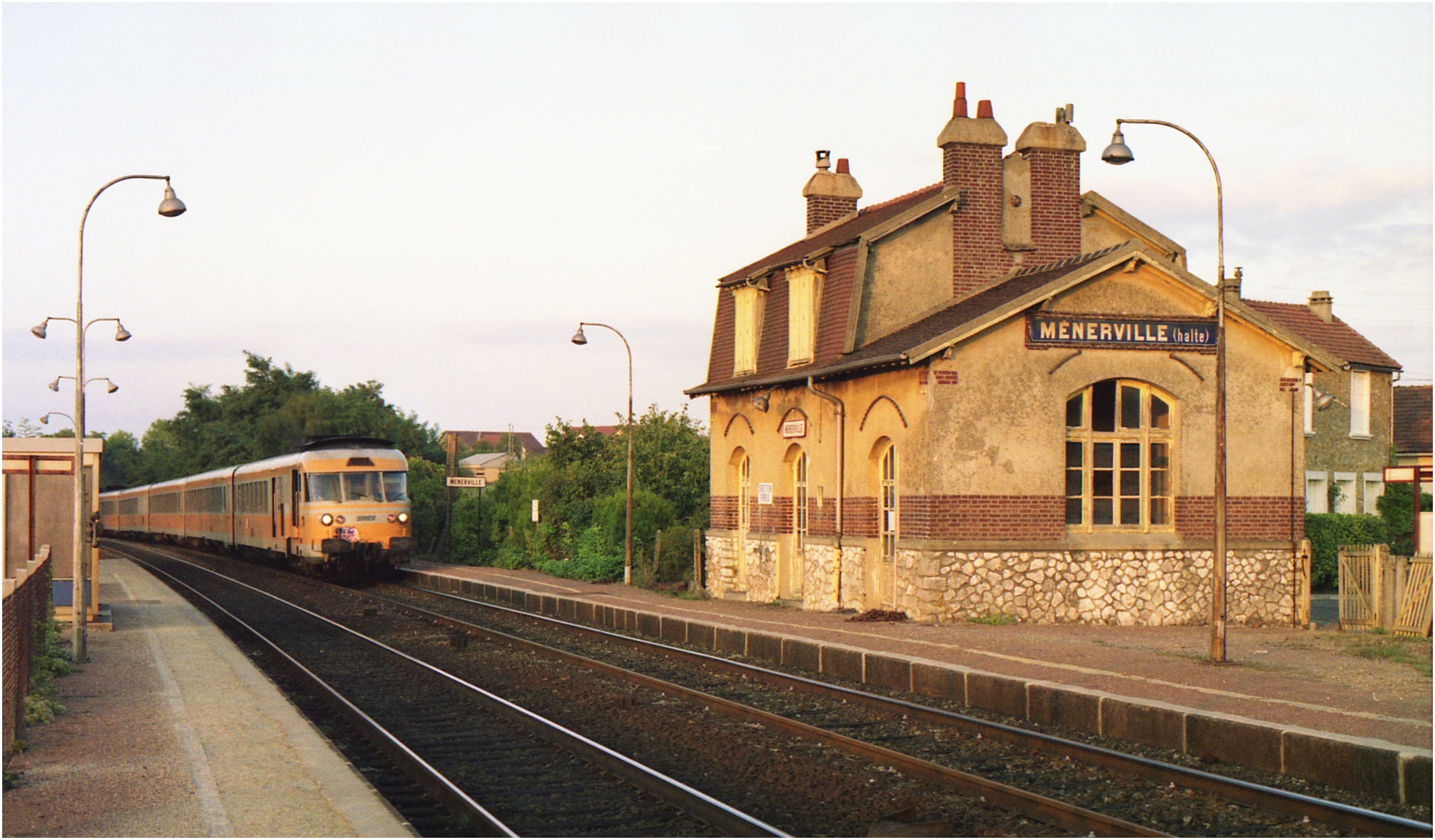
En 1987, une rame à turbines à gaz RTG en direction de la Normandie traverse en soirée la gare.

Faute d'accord avec la SNCF afin de sauver un élément qui faisait partie du patrimoine de Ménerville, l'ancien bâtiment voyageurs a été détruit le 21 février 2017.

## Service des voyageurs

### Desserte

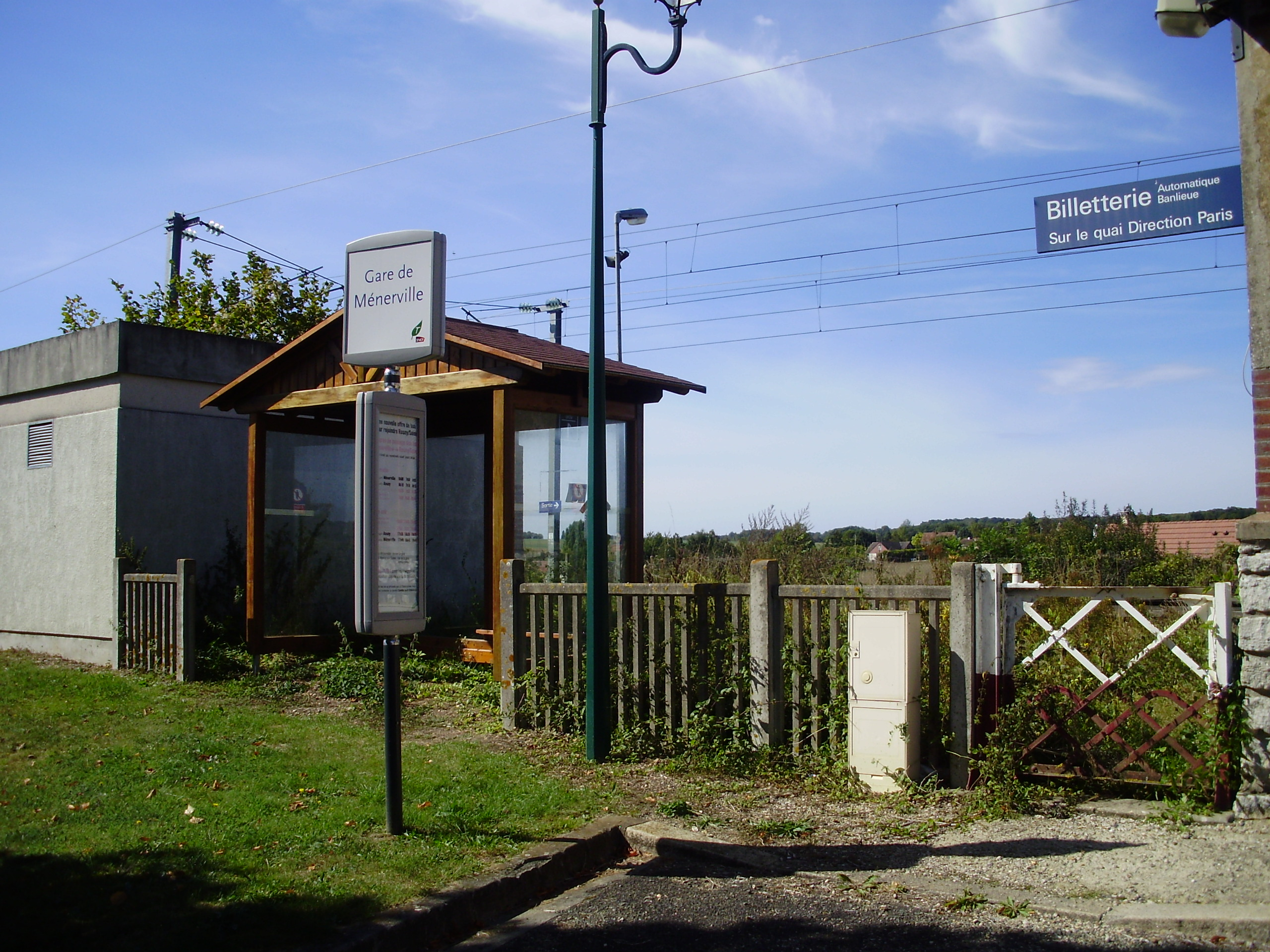
Arrêt de bus de la gare.

La gare était desservie par les trains du TER Haute-Normandie assurant les relations entre Paris-Saint-Lazare et Lisieux. Depuis le 14 décembre 2008, sa desserte ferroviaire a cessé dans le cadre du cadencement des trains en Île-de-France, à cause de sa trop faible fréquentation (10 voyageurs par jour) et de ses quais trop courts pour accueillir les nouveaux matériels du TER Haute-Normandie. Les quais ont été remplacés en partie par des plateaux en bois permettant de monter ou descendre en cas d'arrêt exceptionnel de trains.
La desserte a été assurée par des minibus au départ de la gare de Rosny-sur-Seine mais, en 2022, cette desserte ne semble a priori plus exister ; il est en revanche possible de rejoindre les gares de Bréval et Mantes-la-Jolie par les lignes 89 et 91 du réseau de bus du Mantois.